# Expressway 35 (Südkorea)
Der Expressway 35  ist eine Schnellstraße in Südkorea. Die Autobahn ist eine lange Nord-Süd-Route von Tongyeong an der Südküste über Daejeon bis in die Hauptstadt Seoul. Die Autobahn verläuft hauptsächlich durch das gebirgige Innere von Südkorea. Am nördlichen Ende des Expressway 35 wird die Straße zu zwei Autobahnen nebeneinander und zwar in den Expressway 35 und den Expressway 37. Der Expressway 35 ist 365 Kilometer lang.

## Straßenbeschreibung

### Südküste
Die Autobahn beginnt im äußersten Süden des Landes, in der Nähe der Hafenstadt Tongyeong. Von dort verläuft die Autobahn über eine hügelige Halbinsel die gelegentlich einen Blick auf das Meer gewährt. Nach Goseong verläuft die Autobahn ins Landesinnere, zunächst in Richtung Nordwesten. Dieser Abschnitt ist sehr gebirgig und die Autobahn hat eine Vielzahl von Tunneln. Man erreicht dann Stadt Jinju mit ca. 340.000 Einwohnern. Hier kreuzt man den Expressway 10 die südlichste Ost-West-Autobahn des Landes. Nach Norden verläuft die Autobahn durch einen engen Flusstal. Etwa 60 Kilometer nordwestlich von Hamyang überquert man den Expressway 12.

### Binnenland und Daejeon
Die Berge in diesem Bereich haben eine Höhe von bis zu 1200 Metern und die Autobahn hat eine Reihe von langen Tunneln. In der Region Jangsu wird der Expressway 20 gekreuzt. Von dort verläuft der Expressway 35 in Richtung Norden durch eine bergige Gegend. In diesem Bereich gibt es auch Skigebiete. In diesen Abschnitt gibt es keine großen Städte und keine großen Straßen. Nach etwa 90 km erreicht man die Stadt Daejeon, eine der größten Städte des Landes.
Sie kreuzt hier zuerst den Expressway 300, der den südlichen Ring von Daejeon bildet. Die Autobahn verläuft dann entlang der Ostseite von Daejeon mit 2 × 2 Fahrspuren nach Norden. Auf der Ostseite von Daejeon wird der Expressway 1 gekreuzt und führt zusammen mit dem Expressway 35 eine Strecke. Die Autobahn verläuft dann nördlich der Stadt entlang nach Westen und auf der Nordwestseite von Daejeon fügt sich dann der Expressway 30 mit den anderen beiden Autobahnen zusammen zu einer dreifacher Nummerierung.

### Central South Korea
Diese dreifache Nummerierung ist etwa 20 Kilometer lang und die Autobahn hat hier 2 × 4 Fahrspuren. Auf der Südseite von Cheongwon führt der Expressway 30 nach Richtung Osten ab. Ein paar Kilometer später führt der Expressway 1 Richtung Westen ab, während der Expressway 35 über eine östliche Route nach Seoul weiter führt.
Im Norden kommt man durch zwei weite Ebenen zwischen den Bergen und überquert bei Jincheon den Expressway 40. Die Autobahn verläuft ziemlich flach an den steilen Bergrücken vorbei. In der Nähe von Icheon wird der Expressway 50 gekreuzt, eine der wenigen Ost-West-Autobahnen die bis zur Ostküste des Landes führt. Nicht weit davon spaltet sich die Autobahn auf in den Expressway 35 und den Expressway 37, der direkt daneben verlaufen. Kurz vor Seoul ist eine riesige Maut mit einer Breite von 200 Metern mit 34 Mautstellen. Auf der Ostseite von Seoul endet der Expressway 35 im Expressway 100, der Umgehungsstraße von Seoul.

## Geschichte
Im Jahr 1985 wurde mit dem Bau der Autobahn zwischen Seoul und Cheongwan begann. Am 3. Dezember 1987 eröffnete der Abschnitt zwischen Seoul und Cheongwan und es wurde gleichzeitig die doppelte Nummerierung bei Daejeon mit der Verbreiterung auf 2 × 4 Fahrspuren ausgebaut. Im März 1992 ging der Abschnitt zwischen Hamyang und Jinju und im November 1995 der Abschnitt zwischen Muju und Hamyang in Bau. Einen Monat später wurde mit dem Bau des Abschnitts zwischen Daejeon und Muju begonnen, so dass der gesamte Abschnitt zwischen Daejeon und Jinju 1995 im Bau war. Am 20. Dezember 1996 eröffnete der Abschnitt zwischen Jinju-West und dem Kreuz mit dem Expressway 10 und somit dem ersten Teil des Expressway 35 südlich von Daejeon. Am 22. Oktober 1998 folgte die Eröffnung von Hamyang nach Jinju-West. Am 22. Dezember 2000 eröffnete der Abschnitt von Daejeon nach Muju und am 21. November 2001 der Teil zwischen Muju nach Hamyang. Am 14. Dezember 2005 wurde der letzte Abschnitt zwischen Jinju und Tongyeong geöffnet, womit der Bau des Expressway 35 abgeschlossen wurde.
Am 23. November 2001 wurde der parallel verlaufende Expressway 37 zwischen Seoul und Icheon geöffnet. Im Jahr 2012 wurde die Autobahn zwischen Seoul und Eumseong auf 2 × 4 Fahrstreifen ausgebaut.

## Eröffnungsdaten der Autobahn
| von        | nach       | Länge    | Datum      |
| ---------- | ---------- | -------- | ---------- |
| Nami       | Hanam      | 155,7 km | 03.12.1987 |
| Jinju      | Jinju-West | 7,4 km   | 20.12.1996 |
| Jinju-West | Hamyang    | 49,6 km  | 22.10.1998 |
| Sannae     | Biryong    | 8,3 km   | 06.09.1999 |
| Muju       | Sannae     | 41,2 km  | 22.12.2000 |
| Hamyang    | Muju       | 60,1 km  | 29.11.2001 |
| Tongyeong  | Jinju      | 47,8 km  | 14.12.2005 |

## Verkehrsaufkommen
Das Verkehrsaufkommen auf der Autobahn ist im Süden sehr gering und liegt bei ca. 20.000 bis 30.000 Fahrzeuge pro Tag. In der Mitte und im Norden liegt das Verkehrsaufkommen wesentlich höher bei bis zu 123.000 Fahrzeuge pro Tag.

## Ausbau der Fahrbahnen
| von       | nach      | Länge  | Fahrspuren |
| --------- | --------- | ------ | ---------- |
| Tongyeong | Daejeon   | 220 km | 2 × 2      |
| Daejeon   | Cheongwan | 40 km  | 2 × 4      |
| Cheongwan | Icheon    | 70 km  | 2 × 2      |
| Icheon    | Seoul     | 50 km  | 2 × 4      |